# Ștefan Radu
Ștefan Daniel Radu [štefan radu] (* 22. října 1986, Bukurešť, Rumunsko) je rumunský fotbalový obránce a bývalý reprezentant, od roku 2008 hráč klubu SS Lazio. Hraje na levé straně obrany.

## Klubová kariéra
- FC Dinamo București (mládež)
- FC Dinamo București 2004–2008
- SS Lazio 2008–

## Reprezentační kariéra
Ștefan Radu reprezentoval Rumunsko v mládežnické kategorii U21.
V rumunském A-mužstvu debutoval 15. 11. 2006 v přátelském zápase ve městě Cádiz proti reprezentaci Španělska (prohra 0:1). Celkem odehrál v letech 2006–2013 za rumunský národní tým 14 zápasů, branku nevstřelil.
Zúčastnil se EURA 2008 v Rakousku a Švýcarsku.

## Úspěchy

### Klubové
FC Dinamo București 
- 1× vítěz Ligy I (2006/07)
- 1× vítěz Cupa României (2004/05)
- 1× vítěz Supercupa României (2005)

Lazio Řím
- 2× vítěz Coppa Italia (2008/09, 2012/13)
- 1× vítěz Supercoppa italiana (2009)